# Austroglanis barnardi
Austroglanis barnardi es una especie de pez de la familia Austroglanididae en el orden de los Siluriformes.

## Morfología
• Los machos pueden llegar alcanzar los 8,1 cm de longitud total.

## Hábitat
Es un pez de agua dulce y de clima subtropical.

## Distribución geográfica
Se encuentran en Sudáfrica:  cuenca del río Clanwilliam Olifants.

## Estado de conservación
Es muy poco común y se encuentra amenazado de extinción para la canalización de los arroyos donde vive, la extracción de agua, la sedimentación y la introducción de especies exóticas.